# 科里帕塔
科里帕塔是玻利維亞的城鎮，由拉巴斯省負責管轄，位於該國西部，距離首府拉巴斯119公里，海拔高度1,725米，每年平均降雨量約1,100毫米，2012年人口2,292。

## 外部連結
- Instituto Nacional de Estadistica de Bolivia

16°18′S 67°36′W / 16.300°S 67.600°W